# مايك أودود
مايك أودود (بالإنجليزية: Mike O'Dowd)‏ مواليد 5 أبريل 1895 في سانت باول - الوفاة 28 يوليو 1957، كان ملاكم أمريكي سابق صنّف ضمن فئة الوزن المتوسط.

## إحصائيات
خاض خلال مسيرته 117 نزالا، فاز في 93 وتعادل في 6 وخسر في 17. فاز بالضربة القاضية في 39 نزالا.

## روابط خارجية
- مايك أودود على موقع بوكس ريك (الإنجليزية) (registration required)